# فريدريك لانجه (جراح)
فريدريك لانجه (بالألمانية: Friedrich Lange)‏ هو جراح ألماني، ولد في 20 مارس 1849 في Biskupiec, Nowe Miasto County ‏ في بولندا، وتوفي في 14 مايو 1927.